# Rhyacophila liliputana
Rhyacophila liliputana är en nattsländeart som beskrevs av Banks 1939. Rhyacophila liliputana ingår i släktet Rhyacophila och familjen rovnattsländor. Inga underarter finns listade i Catalogue of Life.